# 伸展葬

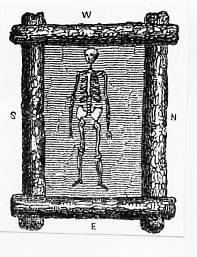
北米アデナ文化の墓に見られる仰臥伸展葬

伸展葬（しんてんそう、extended burial）とは、文化人類学や考古学において体全体を伸ばした状態ですること、またそのような埋葬の方法のことを指す。基本的には、屈葬と区別する用語であるので、腕をのばしている場合、胸の上に手を置く場合、仰向けの場合（仰臥伸展葬）、うつ伏せ（俯臥）の場合が考えられる。研究者間では、単純に遺体が埋葬された場合の姿勢だけではなく、遺体を伸展葬しうる容器としての棺、伸展葬を意識している包装の出現があってはじめて、屈葬と区別する意義があると考えられている。